# Potamogeton nitens
Potamogeton nitens är en nateväxtart som först beskrevs av Weber (pro. sp.  Potamogeton nitens ingår i släktet natar, och familjen nateväxter. Inga underarter finns listade.